# Ophiactis lycidas
Ophiactis lycidas är en ormstjärneart som först beskrevs av A.H. Clark 1949.  Ophiactis lycidas ingår i släktet Ophiactis och familjen bandormstjärnor. Inga underarter finns listade i Catalogue of Life.